# MTV Europe Music Award al miglior artista ceco e slovacco
L'MTV Europe Music Award al miglior artista ceco e slovacco (MTV Europe Music Award for Best Czech and Slovak Act) è stato uno dei premi degli MTV Europe Music Award, assegnato dal 2010 al 2013.

## Albo d'oro

### Anni 2010
| Anno | Vincitore          | Nominati                                                                 |
| ---- | ------------------ | ------------------------------------------------------------------------ |
| 2010 | Charlie Straight   | - Ewa Farna - Aneta Langerová - Rytmus - Marek Ztracený                  |
| 2011 | Charlie Straight   | - Ben Cristovao - Debbi - PSH - Rytmus                                   |
| 2012 | Majk Spirit        | - Ben Cristovao - Sunshine - Mandrage - Celeste Buckingham               |
| 2013 | Celeste Buckingham | - Ben Cristovao - Charlie Straight - Ektor & DJ Wich - Peter Bič Project |